# サプライズ (アリゾナ州)
サプライズ（英: Surprise）は、アメリカ合衆国アリゾナ州のマリコパ郡にある都市。フェニックス都市圏に含まれる。人口は14万3148人（2020年）。1990年代以降に開発された新興住宅地であり、人口は3万0848人（2000年）から11万7517人（2010年）に急増した。
市内には面積10,562平方フィート (981.2 m2) のアクアティックスセンターや、550万ドルをかけ、床面積20,000平方フィート (1,900 m2) のマリコパ郡北西地域図書館があり、生計費指数は100.3である。

## 歴史
サプライズは1938年にフローラ・メイ・スタトラーが計画した。スタトラーは「この町が大変な価値になったら驚くことだろう」と言って「サプライズ」と名付けた。サプライズの開発当初は住宅付きの農園が分譲され、広さ1.6km四方に数戸の住宅と1軒のガソリンスタンドがあるだけの町だった。1960年には市制が執行された。
1990年代に資産開発会社デル・ウェブ社が高齢者向けの計画都市「サンシティ・グランド」の建設を開始し、数万人規模の退職者が移転してきた。サプライズはデル・ウェブ社が開発した「サンシティ」および隣接する「サンシティ・ウェスト」から北西に8kmにある。
サンシティ・グランドが市の人口を増加させる推進役となり、市の人口は10,187人から2004年には7倍以上の75,000人になった。この急速な人口成長により、市当局は2007年時点の人口を103,000人以上と推計することになり、アメリカ合衆国国勢調査局のより控えめな推計値もあるが、市はこの数値をその計画に使っている。市内に家を建てる人々は、適度な住宅価格、フェニックス市に比較的近いこと、州内で最も低い部類にあると市が主張する固定資産税に惹きつけられており、州内住宅建設会社トップ50のうち32社が家屋建設を担当している。

## 地理
サプライズは北緯33度38分19秒 西経112度21分02秒 / 北緯33.63861度 西経112.35056度に位置する。フェニックス市からは北西に約20マイル (32 km) にある。アメリカ合衆国国勢調査局による報告では、この内陸の町の市域全面積は69.5平方マイル (180.0 kmkm2)、このうち陸地が69.5平方マイル (180.0 km2) であり、水域は0.04平方マイル (0.1 km2)、水域率は0.03%である。

## 人口動態
以下は2000年の国勢調査による人口統計データである。
| 基礎データ - 人口: 30,848人 - 世帯数: 12,484世帯 - 家族数: 9,725家族 - 人口密度: 171.4人/km2（443.9人/mi2） - 住居数: 16,260軒 - 住居密度: 90.3軒/km2（234.0軒/mi2） 人種別人口構成 - 白人: 85.97% - アフリカン・アメリカン: 2.61% - ネイティブ・アメリカン: 0.43% - アジア人: 1.07% - 太平洋諸島系: 0.05% - その他の人種: 7.87% - 混血: 1.99% - ヒスパニック・ラテン系: 23.29% 年齢別人口構成 - 18歳未満: 19.9% - 18-24歳: 7.0% - 25-44歳: 22.4% - 45-64歳: 25.3% - 65歳以上: 25.4% - 年齢の中央値: 46歳 - 性比（女性100人あたり男性の人口） - 総人口: 96.6 - 18歳以上: 94.9 | 世帯と家族（対世帯数） - 18歳未満の子供がいる: 21.5% - 結婚・同居している夫婦: 69.5% - 未婚・離婚・死別女性が世帯主: 5.4% - 非家族世帯: 22.1% - 単身世帯: 17.9% - 65歳以上の老人1人暮らし: 8.9% - 平均構成人数 - 世帯: 2.46人 - 家族: 2.75人 収入と家計 - 収入の中央値 - 世帯: 44,156米ドル - 家族: 47,899米ドル - 性別 - 男性: 33,079米ドル - 女性: 26,347米ドル - 人口1人あたり収入: 21,451米ドル - 貧困線以下 - 対人口: 8.7% - 対家族数: 5.6% - 18歳未満: 16.7% - 65歳以上: 3.3% |

## 政治

### 市政府
サプライズ市はリン・トゥルイット市長と6人の市政委員によって治められている。市長は市全体を選挙区として選出され、市政委員は6つの選挙区から各1人が選出される。全員が任期4年間である。
市の公式ウェブサイトは、市の開かれた情報公開について「サンシャイン・レビュー」から「サニー賞」を受賞した。

#### 最大の地域ショッピングセンター
2007年2月、サプライズ市政委員会は全会一致で、アリゾナ州でも最大規模の地域ショッピングセンターであるプラサダ建設について、ウェストコア社とのインフラ償還協定を承認した。この協定では、市内のプラサダの地、州道303号線沿いに、総額2億4,000万ドルまでのインフラ建設と設置費用をウェストコア社が負担することを求めている。市はそのインフラを所有しプラサダ自体から上がる消費税からウェストコア社に建設費用を償還する。計画が完成すると、市は年6,000万ドルの消費税収を予測し、プラサダは地元住民に20,000人分以上の雇用機会を提供する計画である
。

### 警察
サプライズ警察署には4つの部門がある。
- 現場活動部: パトロール警官6個大隊、これに児童警官、動物制御警官および自動車警官を含む支援部隊が補助に付く。警察署の中では最大の部門
- 管理部門: 地域社会関連部隊、訓練部隊、広報部隊、記録部隊、採用部隊および技術サービス部隊で構成される。
- 犯罪捜査部門: 刑事課、総合・特殊捜査課、特別任務課および証拠採取技術者で構成される。
- 技術サービス部門: 市民従業員で構成され、市民によって監督されている

## スポーツ
サプライズ市のサプライズ・スタジアムは、野球のカンザスシティ・ロイヤルズとテキサス・レンジャーズが春季キャンプを行う場所である。2005年にはゴールデンベースボールリーグのサプライズ・ファイティンファルコンズが本拠地とし、またレクリエーションキャンバスの野球場はアリゾナ秋季リーグのサプライズ・ラフターズがホームグラウンドとしている。スポーツ専門チャンネルESPNの番組「スポーツセンター」では2005年8月11日の「50日間50州」の舞台になった。
市のレクリエーションキャンバスの一部として、サプライズ・テニス・アンド・ラケット・コンプレックスがある。2007年8月のオープン以来、この施設は多くの賞を受賞してきた。ごく最近ではUSTAから2008年年間傑出した施設賞を受賞した。年間を通じてプロスポーツのイベントが開催されており、例えばアウトバック・チャンピオンシリーズのツアー、USTAプロサーキット、およびUSTAの地域イベントなどである。2009年にはフェドカップの準々決勝会場となり、アメリカとアルゼンチンが対戦した。